# Famille de La Croix de Ravignan
Pour les articles homonymes, voir Ravignan.
La famille de La Croix de Ravignan est une famille de la noblesse française subsistante.

## Histoire
Gustave Chaix d'Est-Ange rapporte que la tradition de cette famille voudrait qu'elle soit originaire de l'Albigeois.
La famille Lacroix, installée à Bayonne depuis le XVIIe siècle, est anoblie par la charge de secrétaire du roi au XVIIIe siècle (1731-1751).
De cette famille sont issus des officiers dont des capitaines au régiment de Berry cavalerie.[réf. nécessaire]
En 1814, elle reçoit un titre de baron d'Empire (sans lettres patentes),, ce titre doit donc considéré comme inachevé.

## Filiation
- Jean de Lacroix, directeur et trésorier partiel de la monnaie de Bayonne. Il acquiert en 1718 l'office anoblissant de secrétaire du roi au grand collège, il meurt en 1731 et l'un de ses frères lui succède dans son office et meurt en 1751. Déjà propriétaire du château de Lagurgue, une maison noble sise à Saint-Laurent-de-Gosse[3], c'est ce dernier qui acquiert le fief et le château de Ravignan de la famille de Mesmes d'Avaux.
- Bernard Paul Pierre de Lacroix, maire de Bayonne de 1795 à 1798 et de 1800 à 1803
  - son fils, Jean-Hippolyte de La Croix de Ravignan (1791-1873), officier supérieur de cavalerie, officier de la Légion d'honneur, baron d'Empire en 1814 mais sans lettres patentes. Son fils Marie-"Xavier"-Alexis, marié à Marie de Belsunce (famille de Belsunce) a construit sur la commune de Saint-Laurent-de-Gosse le château de Larunque à la fin du XIXe siècle.
  - le second fils, Gustave-François-Xavier de La Croix de Ravignan (1795-1858), prêtre jésuite et prédicateur de renom à Notre-Dame de Paris
  - une fille, Amélie de la Croix de Ravignan, épouse en 1808 Rémy Joseph Isidore Exelmans (1775-1852) qui sera maréchal de France en 1851
- Raymond-Gustave de La Croix de Ravignan (1829, Bordeaux - 1891, Mont-de-Marsan), maître des requêtes au Conseil d'État, conseiller général et sénateur des Landes[4],[5]
- Jean de La Croix de Ravignan (1858), conseiller général des Landes

## Personnalités
- Gustave-François-Xavier de La Croix de Ravignan (1795-1858), prêtre jésuite et prédicateur de renom à Notre-Dame de Paris
- Raymond-Gustave de La Croix de Ravignan (1829, Bordeaux - 1891, Mont-de-Marsan), maître des requêtes au Conseil d'État, conseiller général et sénateur des Landes[4].
- François de Ravignan (1935-2011), ingénieur agronome

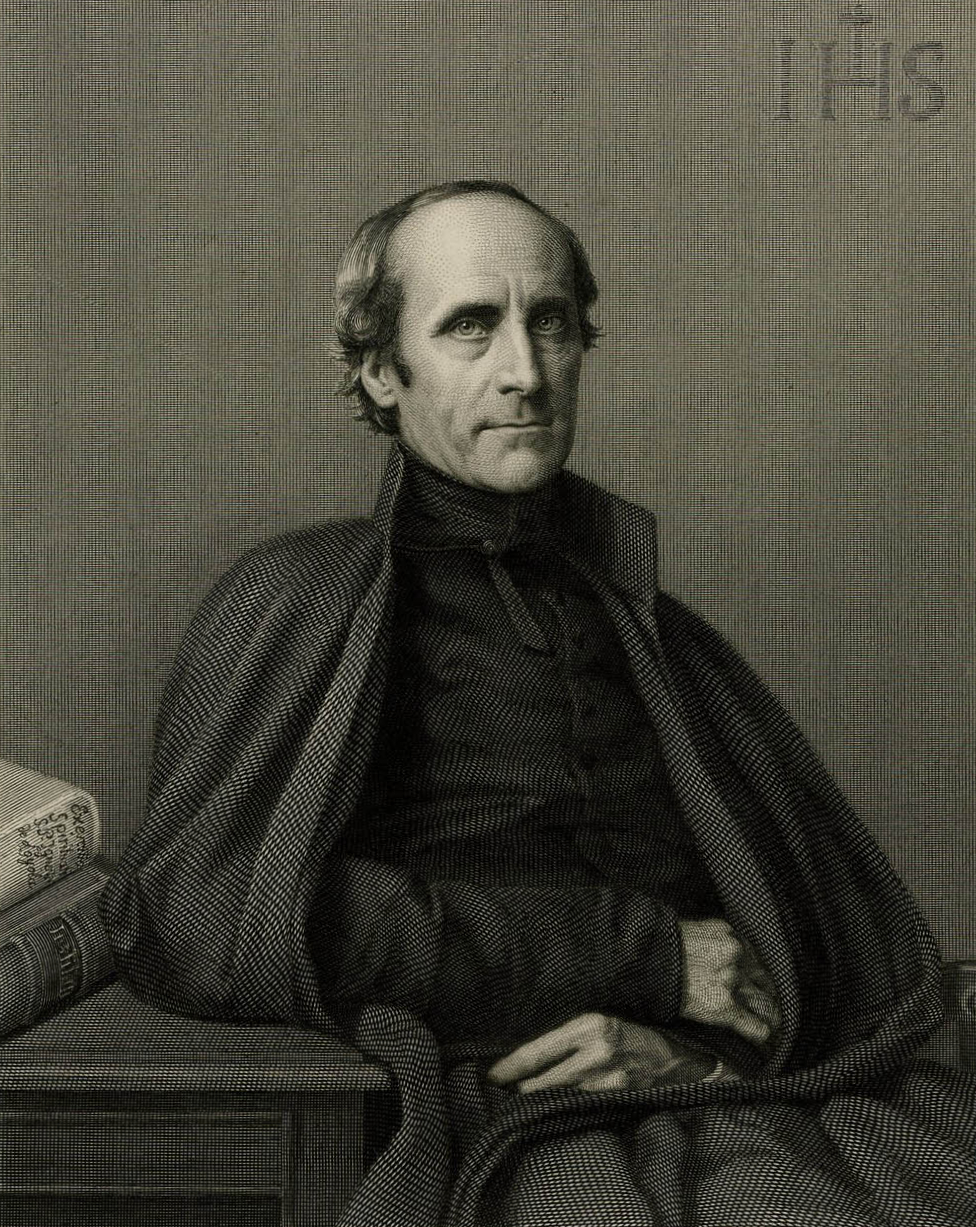
Xavier de Ravignan (1795-1858)

## Armes
- de La Croix de Ravignan : D'azur à une croix d'or, cantonnée de quatre roses de même.[1]

## Possessions
La famille de La Croix de Ravignan possède le château de Ravignan depuis l'année 1732[réf. nécessaire].

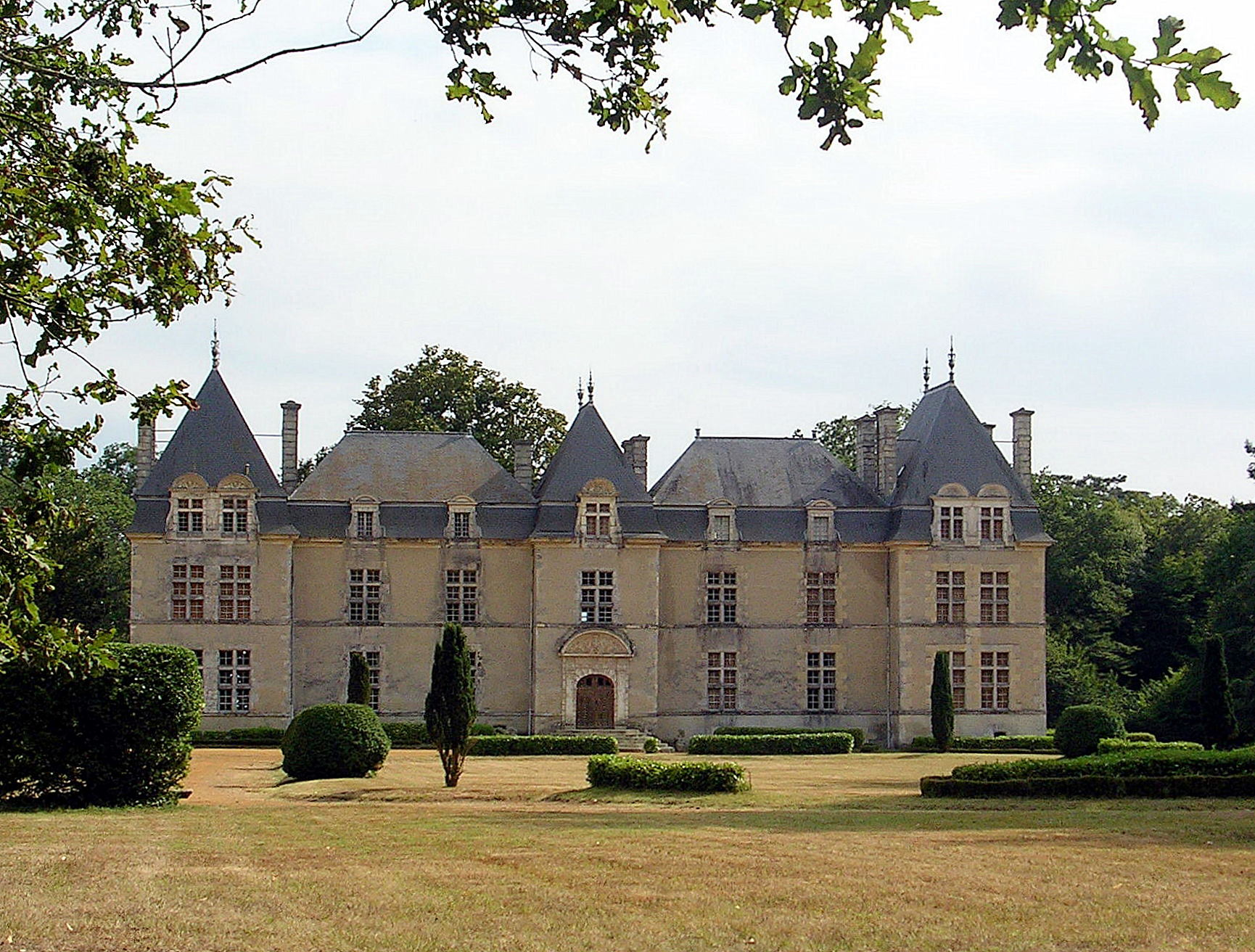
Château de Ravignan

Le château de Larunque a appartenu à la famille de La Croix de Ravignan jusqu'en 1957.

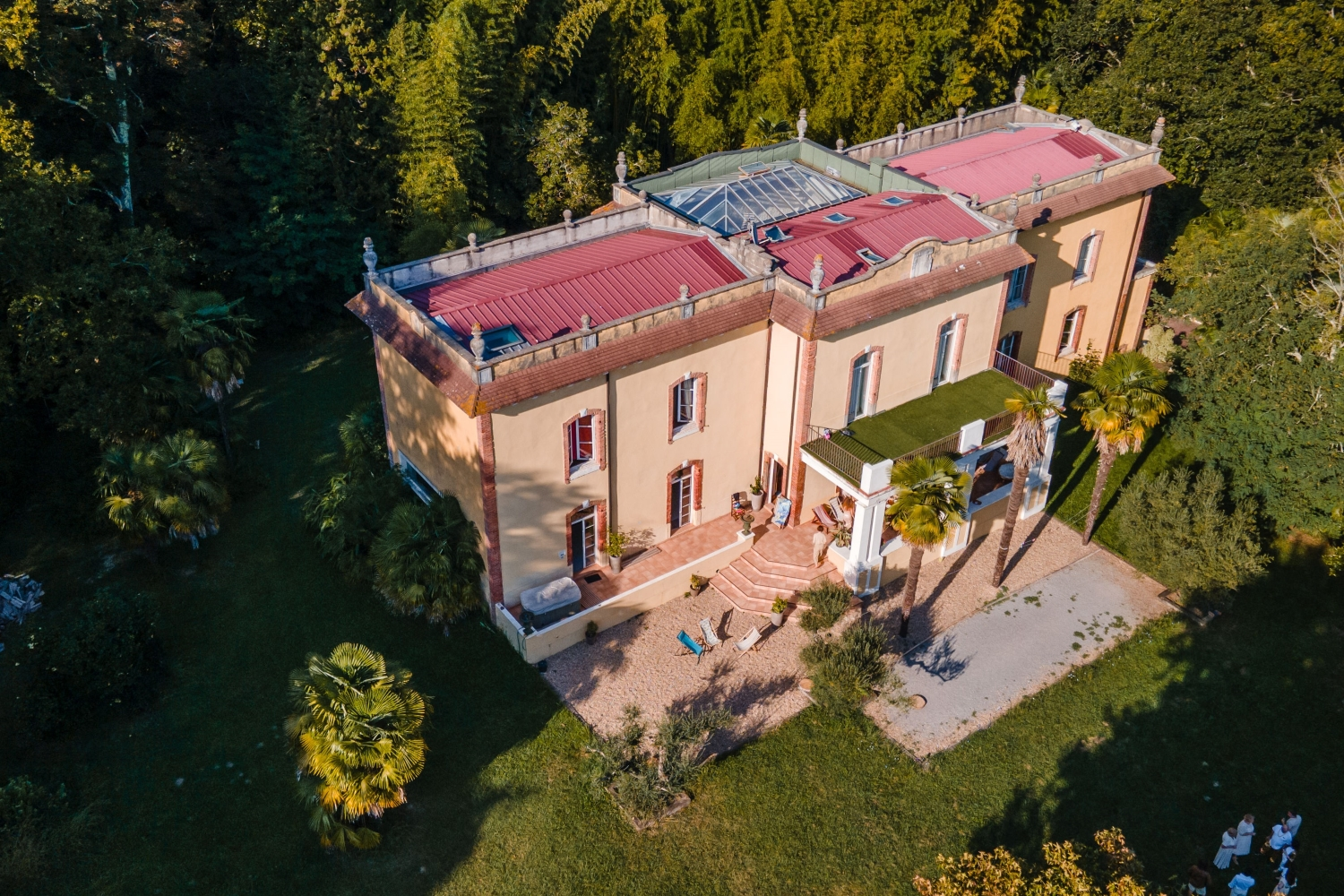
Château de Larunque

## Alliances
Les principales alliances de la famille de La Croix de Ravignan sont : Mel de Saint-Céran, 1808 Exelmans, de Roll-Montpellier, 1856, 1860, 1900 Devienne, 1867 de Belzunce, Mame, 1899 Leloup de Sancy de Rolland, 1906 Merle de Brugière de Laveaucoupet, d'Estienne de Chaussegros, Lamour de Caslou, Navarre.